# 페르 박
페르 박(Per Bak, 1948년 12월 8일 ~ 2002년 10월 16일)은 덴마크의 이론 물리학자이다. 자기조직하는 임계성(self-organized criticality)란 개념을 소개한 것으로 유명하다.

## 삶과 연구
페르 박은 덴마크의 브뢴데슬레우(Brønderslev)에서 태어났다. 덴마크 공과대학에서 공부하여 1974년에 박사학위를 받은 후, 뉴욕주의 브룩헤이븐 연구소에서 연구했다. 상전이(相轉移) 현상을 중점적으로 연구했다. 특히 부도체가 갑자기 도체로 변하는 현상, 물이 얼음이 되는 현상이 주 연구대상이었다. 이런 연구서 나아가 박은 무질서에서 어떻게 질서가 출현하게 되는가라는 좀 더 일반적인 문제에 관심을 갖게 되었다.
1987년 자신의 박사후과정 연구자인 차오 탕, 쿠르트 비젠펠트와 함께 자기조직하는 임계성이라고 명명한 조직화 이론을 피지컬 리뷰 레터스에 발표한다. 처음 발견된 소위 자기조직하는 임계성을 보인 동역학계는 그들의 이름을 따 박-탕-비젠펠트 모래더미 모델로 불린다.
이론은 과학계로부터 회의론적 시선을 받았지만, 박은 브룩헤이븐 연구소, 산타페 연구소, 닐스 보어 연구소, 임페리얼 컬리지 런던 등지에서 이 이론의 연구를 계속한다. 2000년에 그는 임페리얼 컬리지 런던의 교수가 된다.
1996년에는 How Nature Works(자연의 동작원리)라는 대담한 제목의 책을 내서, 자신의 이론을 대중에게 알린다.
2001년 박은 골수이형성증후군을 진단받는다. 2002년 코펜하겐에서 사망하였다.

## 참고 문헌
- Bak, P. (1996). 《How Nature Works: The Science of Self-Organized Criticality》. 뉴욕 시: Copernicus. ISBN 0-387-94791-4.
- Bak, P., Tang, C.; Wiesenfeld, K. (1987). “Self-organized criticality: an explanation of 1/f noise”. 《Physical Review Letters》 59: 38-384. doi:10.1103/PhysRevLett.59.381.
- Bak, P. (1982). “Commensurate phases, incommensurate phases, and the devil's staircase”. 《Reports on Progress in Physics》 45: 587-629.